# Бер (герб)
Бер (пол. Ber, Behr, Behren) - шляхетський герб лівонського походження.

## Опис герба
Опис з використанням правил блазонування, запропонованих Альфредом Знамієровським : 
У срібному полі здиблений чорний ведмідь. Клейнод : дві голови лебедя з шиями над шоломом без корони. Намет чорний, підбитий сріблом.

## Символіка
Герб належить до групи промовистих. Bär німецькою означає ведмідь . 

## Найперша згадка
Герб згаданий у Зібмахера серед гербів шляхти Мекленбурга та Лівонії.

## Геральдичний рід
Оскільки герб Бер був гербом власним, ним користувалася одна родина Бер (Ber, Behr, Behren).